# Stolpe (Berlino)

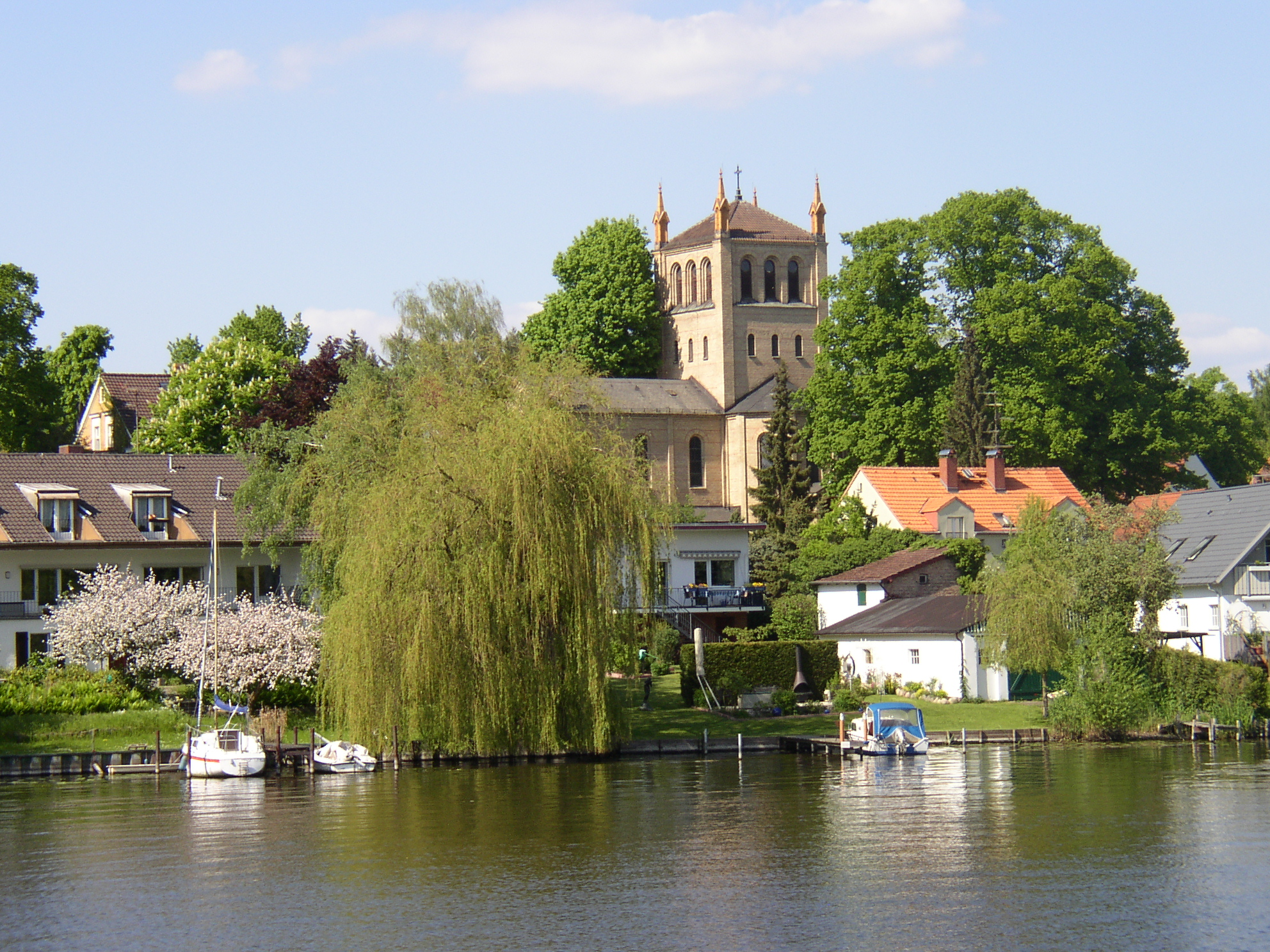
Vista

Stolpe (in passato anche Stolpeken o Wendisch-Stolpe) è una località del quartiere Wannsee della città di Berlino, in Germania. È posta sulle rive del lago Stölpchensee.
Stolpe costituisce il nucleo storico del quartiere, e secondo Theodor Fontane è il più antico insediamento del Teltow tuttora esistente.

## Storia

### Le origini
Il centro abitato di Stolpe venne citato per la prima volta nel Codex diplomaticus Brandenburgensis del 1299 come Slauicum stolp, ovvero "Stolpe slava". La parola slava stolp (= palo) si ritrova in molti toponimi del Brandeburgo, con il significato di "insediamento protetto da palizzate". Nel Landbuch Karls IV. del 1375 l'insediamento fu citato come Stolp o Stolpiken.
Il centro fu fondato probabilmente nei primi secoli dopo Cristo dagli Evelli; in seguito alla conquista della Havelland da parte degli Ascanidi, la popolazione veneda di Stolpe venne cristianizzata. Successivamente arrivarono popolazioni tedesche, che furono progressivamente integrate. Fino alla riforma protestante Stolpe era proprietà dei vescovi di Brandeburgo.

### Dopo la guerra dei trent'anni
La guerra dei trent'anni causò danni gravi. Delle 9 proprietà agricole, rimasero dopo il 1648 solo contadini senza terra (Kossät), che acquisirono delle proprietà solo a partire dal 1765. Dal 1792 al 1795 la strada da Berlino a Potsdam, passante poco a nord di Stolpe (attuale Königsstraße) venne pavimentata in pietra, contribuendo allo sviluppo economico della zona. Nel 1797 venne aperta una fornace di laterizi.
Nel 1860 il banchiere Wilhelm Conrad realizzò nel territorio di Stolpe, fra il Großer Wannsee e il Kleiner Wannsee, una lottizzazione di ville signorili, detta Colonie Alsen.
Nel 1898 i territori di Stolpe, Colonie Alsen e Nikolskoë vennero riuniti nel nuovo comune di Wannsee, che nel 1920 venne aggregato alla nuova "Grande Berlino", divenendo un quartiere nel distretto di Zehlendorf.
Nel maggio 1945, nelle ultime fasi della seconda guerra mondiale, il centro abitato fu toccato dai combattimenti, di cui si vedono ancora i segni intorno alla chiesa. Nel cimitero sono sepolte 900 vittime della battaglia.

## La chiesa
Stolpe ebbe una chiesa propria nel XV secolo, che venne abbattuta nel 1854 perché pericolante, e ricostruita nel 1859 su progetto di Friedrich August Stüler. La nuova costruzione venne finanziata con 15.000 talleri dal re Federico Guglielmo IV, mentre la regina Elisabetta Ludovica patrocinò la costruzione dell'organo. A quel tempo Stolpe aveva 225 abitanti.